# Tramonto (film 1913)
Tramonto è un film del 1913 diretto da Baldassarre Negroni.